# Campo Alegre do Fidalgo
Campo Alegre do Fidalgo är en kommun i Brasilien.   Den ligger i delstaten Piauí, i den östra delen av landet, 1 100 km nordost om huvudstaden Brasília. Antalet invånare är 4 696.
Omgivningarna runt Campo Alegre do Fidalgo är huvudsakligen savann. Runt Campo Alegre do Fidalgo är det mycket glesbefolkat, med 5 invånare per kvadratkilometer.